# Нойвирт, Ангелика
Анге́лика Но́йвирт (нем. Angelika Neuwirth; род. 4 ноября 1943, Нинбург, Германия) — профессор коранических исследований, заведующая кафедрой Свободном университете Берлина (Германия).

## Биография
Ангелика Нойвирт изучала персидскую литературу в Тегеранском университете в 1963 году. С 1964 по 1967 год изучала востоковедение (семитские и арабские исследования) и классическую филологию в Геттингенском университете им. Георга Августа. С 1967 по 1970 год она изучала арабистику и исламоведение в Еврейском университете в Иерусалиме и получила степень магистра искусств. В 1972 году она стала доктором в Геттингенском университете. С 1972 по 1975 год Нойвирт получила стипендию для обучения в Немецком исследовательском фонде. В 1977 году она окончила обучение Мюнхенском университете. После её обучения в университете Нойвирт шесть лет преподавала арабскую философию в Университете Иордании в Аммане. С 1981 по 1983 год она возглавляла секцию в Королевской академии исламской цивилизации. После нескольких назначений профессором и приглашенным профессором она заняла кафедру арабских исследований в Свободном университете Берлина в 1991 году. С 1994 по 1999 год она была директором Восточного института Немецкого восточного общества в Бейруте и Стамбуле. В 1999 году она вернулась на свою должность в Берлине.
Анжелика Нойвирт является ассоциированным содиректором Центра литературных и культурных исследований Берлина. Нойвирт является членом Научно-консультативного совета Центра истории еврейской культуры при Зальцбургском университете.

## Научная деятельность
Нойвирт занимается исследованиями, с одной стороны, в области классической арабской литературы, особенно Корана и его интерпретаций в поздний средневековый период. С другой стороны, она активно занимается исследованиями современной арабской литературы в Восточном Средиземноморье, особенно палестинской поэзии и прозе, связанной с арабо-израильским конфликтом. Нойвирт руководит исследовательскими проектами в Берлинско-Бранденбургской академии наук, Центре совместных исследований Aesthetic Experience Свободного университета в Берлине, Центре литературных и культурных исследований в Берлине и Берлинском институте перспективных исследований.
Ангелика Нойвирт отмечает, что наука иудаизма играет важную роль в исламских исследованиях в XIX и начале XX веков. Историко-критические исследования Корана немецкоязычных евреев XIX века начинается с тезиса Авраама Гейгера: «Что сделал Мухаммад получил от еврейской мысли?» (1833) и Густав Вайля «Историко-критическое введение в Коран» (1844). Это исследование, позднее созданное в эпоху еврейского Просвещения, было завершено «Магометанским исследованием» Игнаца Гольдциера и его лекциями по исламу. Эти исследования продолжались в начале 20-го века, до закрытия Университета изучения иудаизма в 1942 году и насильственного разрушения этой традиции национал-социалистическим режимом.
С 2007 года Ангелика Нойвирт является директором исследовательского проекта Corpus Coranicum, целью которого является создание исторически-критической документации текста Корана наряду с литературной критикой. Этот проект в значительной степени основан на фотоархиве, который Нойвирт получила от своего учителя Антона Спиталера. Спиталер давно утверждал, что чрезвычайно важный архив был сожжен в Мюнхене во время Второй мировой войны.

## Награды и премии
- В 2011 году она стала почётным членом Американской академии наук и искусств[12].
- В 2012 году получила звание почетного доктора факультета религиоведения Йельского университета[7][13].
- В июне 2013 года Немецкая академия языка и поэзии (Deutsche Akademie für Sprache und Dichtung) присудил ей премию Зигмунда Фрейда за исследования Корана[14][15].

## Публикации
- Neuwirth, Angelika. Orientalism in Oriental Studies? Qur'anic Studies as a Case in Point (англ.) // Journal of Qur'anic Studies[англ.] : journal. — 2007. — Vol. 9, no. 21. — P. 115—127. — doi:10.3366/e1465359108000119. — JSTOR 25728259.
- Neuwirth, Angelika. Two Views of History and Human Future: Qur'anic and Biblical Renderings of Divine Promises (англ.) // Journal of Qur'anic Studies[англ.] : journal. — 2008. — Vol. 10, no. 1. — P. 1—20. — doi:10.3366/e1465359109000217. — JSTOR 25728268.
- Neuwirth, Angelika. Der Koran als Text der Spätantike: Ein europäischer Zugang (нем.). — Berlin: Insel Verlag, 2010. — ISBN 9783458710264. English translation: Neuwirth, Angelika. The Qur'an and Late Antiquity: A Shared Heritage (англ.). — Oxford: Oxford University Press, 2019. — ISBN 9780199928958.
- Neuwirth, Angelika; Sinai, Nicolai; Marx, Michael. The Quran in context: historical and literary investigations into the Quranic milieu (англ.). — Leiden: Brill, 2010. — ISBN 9004176888.
- Neuwirth, Angelika. Scripture, Poetry and the Making of a Community: Reading the Qur’an as a Literary Text (англ.). — Oxford: Oxford University Press, 2014. — ISBN 9780198701644.
- Neuwirth, Angelika. Der Koran. Handkommentar mit Übersetzung (неопр.). — Berlin: Insel Verlag. (The Qur'ān: A Hand-Commentary with German Translation.) Five volumes planned:
  - Neuwirth, Angelika. Band 1: Frühmekkanische Suren. Poetische Prophetie (нем.). — Berlin: Insel Verlag, 2011. — ISBN 978-3-458-75981-2. (Volume 1: Early Meccan Suras. Poetic Prophecy)
  - Neuwirth, Angelika. Band 2/1: Frühmittelmekkanische Suren. Das neue Gottesvolk (нем.). — Berlin: Insel Verlag, 2017. — ISBN 978-3-458-70039-5. (Volume 2/1: Early Middle Meccan Suras. The New People of God.)